# 치앙마이
치앙마이(태국어: เชียงใหม่ 치앙마이[*])는 태국 북부에서 가장 크고 문화적으로 중요한 도시이며 태국에서 두 번째로 큰 도시이자 치앙마이 주의 주도이다. 방콕에서 북쪽으로 700km 떨어진 짜오프라야강의 지류인 삥 강 기슭에 있다.
최근에 치앙마이는 점점 더 현대적인 도시가 되었고 매년 약 100만 명의 관광객을 불러모으고 있다.
2006년 5월에는 아세안과 +3국(대한민국, 중국, 일본)간의 치앙마이 이니셔티브가 체결되어 정치적으로 중요성을 얻게 되었다. 치앙마이는 핑 강과 주요 교역로상의 전략적인 위치에 있어 역사적으로 중요한 곳이었다. 도시는 수공예품, 우산, 보석과 목조의 중심지이다.
도시 치앙마이의 면적은 40.216km2, 인구는 148,477명(2008)에 불과하다. 그러나 주변 지역을 포함한 치앙마이 도시권의 면적은 405km2(영어: Urban Area), 인구는 1,198,000명(2022)에 달한다.

## 역사
멩라이 왕은 1296년에 치앙마이를 세우고 치앙라이에 이어 란나 왕국의 수도로 삼았다. 도시는 주변의 버마에서의 계속되는 위협 때문에 해자와 방어용 성벽으로 둘러싸여 있었다. 란나 왕국이 쇠퇴하면서 도시는 중요성을 잃어 갔고 버마와 태국의 아유타야 왕조에 점령되었다. 1767년 4월에 버마와의 전쟁이 아유타야의 패배로 끝나면서 1776년부터 1791년까지 치앙마이는 버려졌다. 1774년에 딱신 왕의 도움으로 버마를 물리치면서 치앙마이는 공식적으로 시암의 일부가 되었다. 치앙마이는 점차 문화적, 경제적으로 중요한 위치로 성장하였고 태국 북부의 비공식적인 수도이자 방콕에 이은 태국 제2의 도시(인구상으로는 6위)가 되었다.

## 교통
치앙마이 국제공항은 치앙마이 시내에서 남서쪽으로 약 4km의 위치에 있기 때문에 편리하게 접근할 수 있다. 택시가 있으나 미터기를 사용하지 않는 콜(call)택시와 타기 전에 가격 흥정을 하는 '뚝뚝'이라는 오토바이 개조한 3륜 택시가 있다. 또한 1톤 트럭을 개조한 10~15명 정도를 태울 수 있는 '썽태우'라는 교통수단도 있다. 일반 노선버스가 하나 있기는 한데 거의 눈에 띄지 않는다.

## 기후
온대 동계 건조기후와 열대 몬순 계절풍의 경계에 있으며 미얀마의 만달레이와 비슷한 기후이다.
| 치앙마이의 기후                                                               | 치앙마이의 기후 | 치앙마이의 기후 | 치앙마이의 기후 | 치앙마이의 기후 | 치앙마이의 기후 | 치앙마이의 기후 | 치앙마이의 기후 | 치앙마이의 기후 | 치앙마이의 기후 | 치앙마이의 기후 | 치앙마이의 기후 | 치앙마이의 기후 | 치앙마이의 기후 |
| 월                                                                            | 1월             | 2월             | 3월             | 4월             | 5월             | 6월             | 7월             | 8월             | 9월             | 10월            | 11월            | 12월            | 연간            |
| ----------------------------------------------------------------------------- | --------------- | --------------- | --------------- | --------------- | --------------- | --------------- | --------------- | --------------- | --------------- | --------------- | --------------- | --------------- | --------------- |
| 역대 최고 기온 °C (°F)                                                        | 35.2 (95.4)     | 37.7 (99.9)     | 42.2 (108.0)    | 42.5 (108.5)    | 42.5 (108.5)    | 39.3 (102.7)    | 39.0 (102.2)    | 36.5 (97.7)     | 35.8 (96.4)     | 37.9 (100.2)    | 34.7 (94.5)     | 33.4 (92.1)     | 42.5 (108.5)    |
| 일평균 최고 기온 °C (°F)                                                      | 30.0 (86.0)     | 32.9 (91.2)     | 35.4 (95.7)     | 36.7 (98.1)     | 34.7 (94.5)     | 33.2 (91.8)     | 32.1 (89.8)     | 31.6 (88.9)     | 32.0 (89.6)     | 31.7 (89.1)     | 30.8 (87.4)     | 29.2 (84.6)     | 32.5 (90.6)     |
| 일일 평균 기온 °C (°F)                                                        | 22.0 (71.6)     | 24.2 (75.6)     | 27.3 (81.1)     | 29.5 (85.1)     | 28.6 (83.5)     | 28.0 (82.4)     | 27.4 (81.3)     | 26.9 (80.4)     | 26.9 (80.4)     | 26.4 (79.5)     | 24.6 (76.3)     | 22.2 (72.0)     | 26.2 (79.1)     |
| 일평균 최저 기온 °C (°F)                                                      | 15.7 (60.3)     | 16.8 (62.2)     | 20.1 (68.2)     | 23.4 (74.1)     | 24.2 (75.6)     | 24.5 (76.1)     | 24.3 (75.7)     | 24.0 (75.2)     | 23.7 (74.7)     | 22.6 (72.7)     | 19.9 (67.8)     | 16.9 (62.4)     | 21.3 (70.4)     |
| 역대 최저 기온 °C (°F)                                                        | 3.7 (38.7)      | 7.3 (45.1)      | 13.0 (55.4)     | 16.3 (61.3)     | 18.3 (64.9)     | 21.2 (70.2)     | 20.5 (68.9)     | 21.2 (70.2)     | 19.5 (67.1)     | 14.0 (57.2)     | 6.0 (42.8)      | 3.8 (38.8)      | 3.7 (38.7)      |
| 평균 강수량 mm (인치)                                                         | 11.3 (0.44)     | 9.6 (0.38)      | 20.4 (0.80)     | 54.3 (2.14)     | 167.5 (6.59)    | 118.2 (4.65)    | 148.6 (5.85)    | 223.3 (8.79)    | 207.2 (8.16)    | 123.8 (4.87)    | 40.9 (1.61)     | 14.1 (0.56)     | 1,139.2 (44.85) |
| 평균 강수일수 (≥ 1.0 mm)                                                      | 1.0             | 0.7             | 2.1             | 4.7             | 12.0            | 11.6            | 14.4            | 17.1            | 14.7            | 9.1             | 3.0             | 1.2             | 91.6            |
| 평균 상대 습도 (%)                                                            | 68.9            | 58.2            | 53.6            | 57.4            | 70.9            | 76.3            | 78.9            | 82.0            | 81.7            | 78.9            | 75.0            | 72.6            | 71.2            |
| 평균 월간 일조시간                                                            | 258.4           | 252.3           | 267.9           | 253.3           | 216.5           | 145.7           | 115.3           | 110.8           | 152.7           | 196.4           | 229.0           | 238.0           | 2,436.3         |
| 평균 일일 일조시간                                                            | 8.8             | 9.1             | 9.5             | 9.3             | 6.4             | 5.2             | 3.9             | 3.8             | 4.8             | 6.5             | 7.2             | 8.2             | 6.9             |
| 출처 1: 세계기상기구 (평년값: 1991년~2020년), 태국 기상청 (극값: 1951년~현재) |                 |                 |                 |                 |                 |                 |                 |                 |                 |                 |                 |                 |                 |
| 출처 2: 태국 수자원수문학사무소 (일조시간: 1981년~2010년)                     |                 |                 |                 |                 |                 |                 |                 |                 |                 |                 |                 |                 |                 |

## 사진

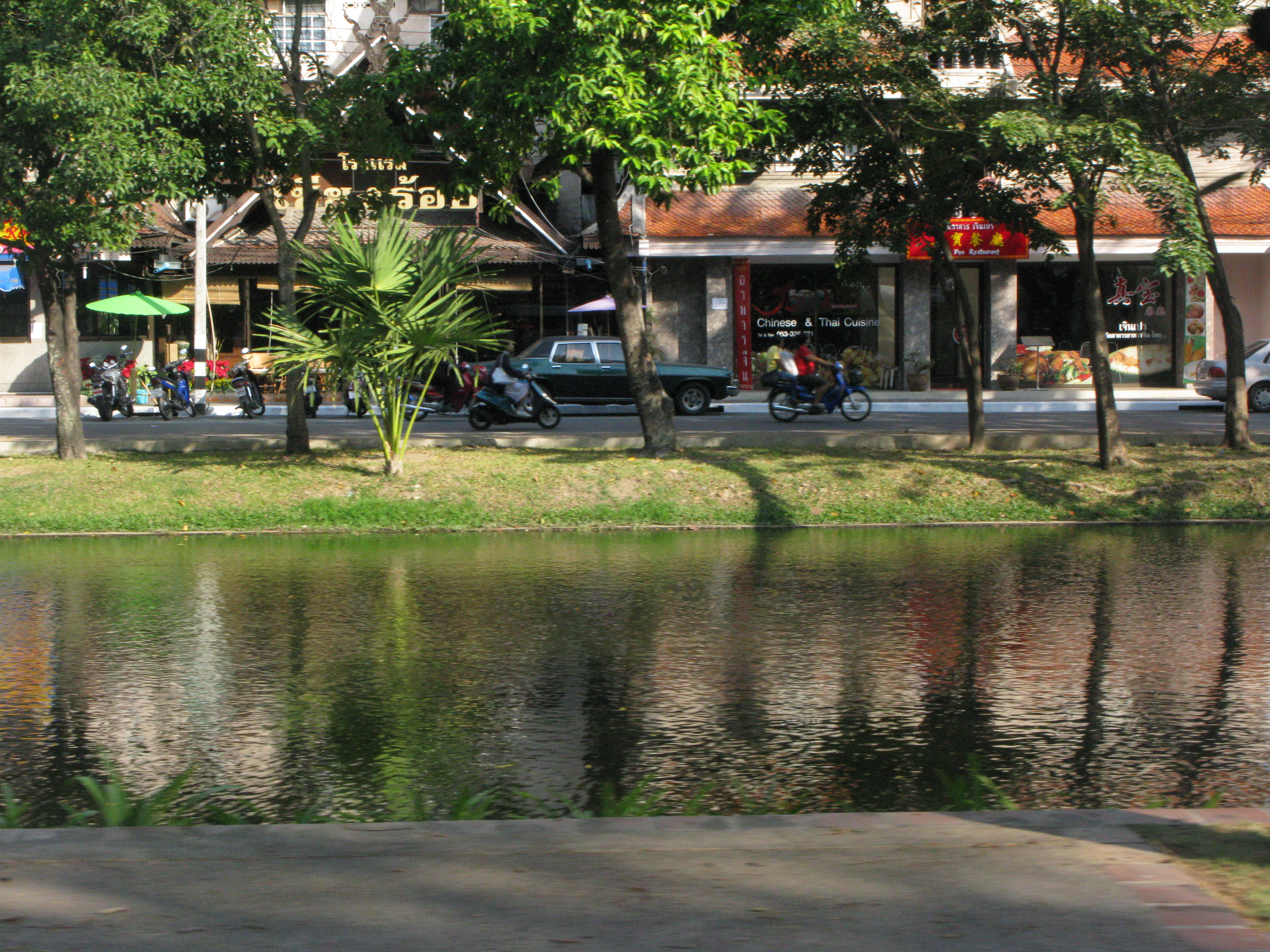
치앙마이의 거리
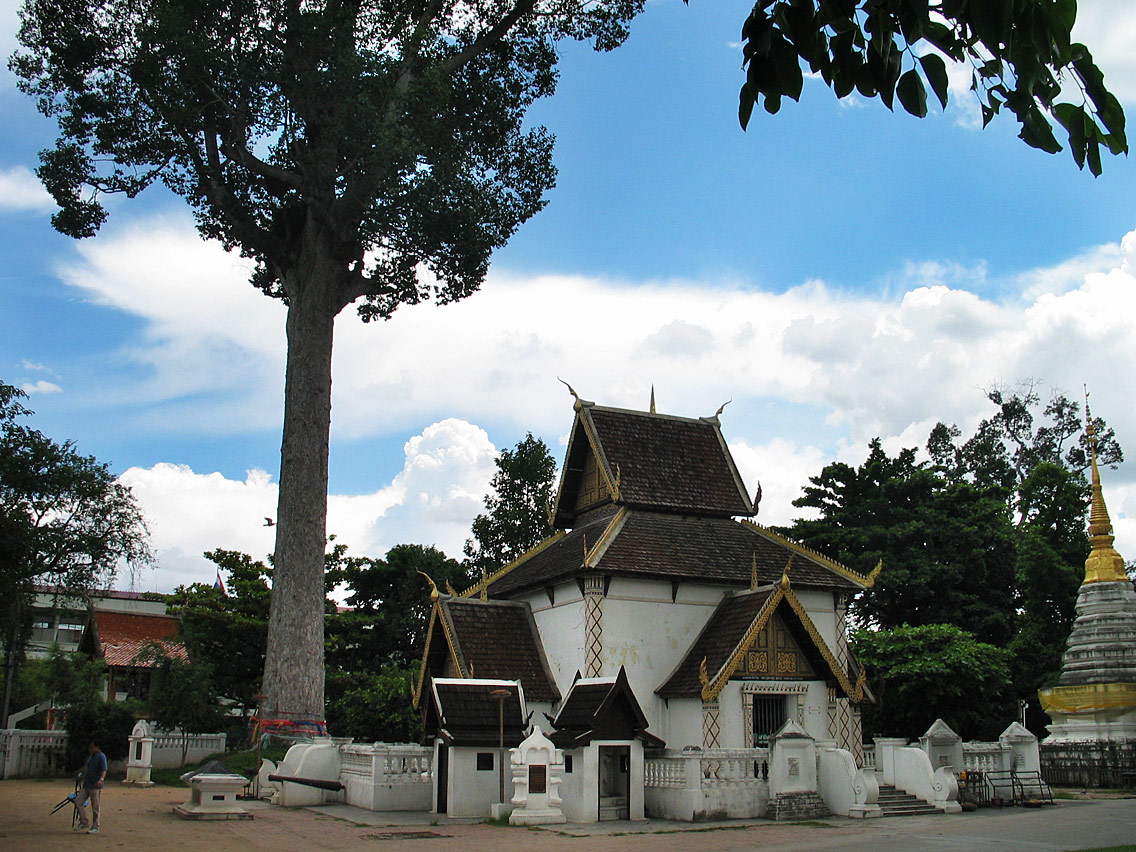
인타킨의 기둥
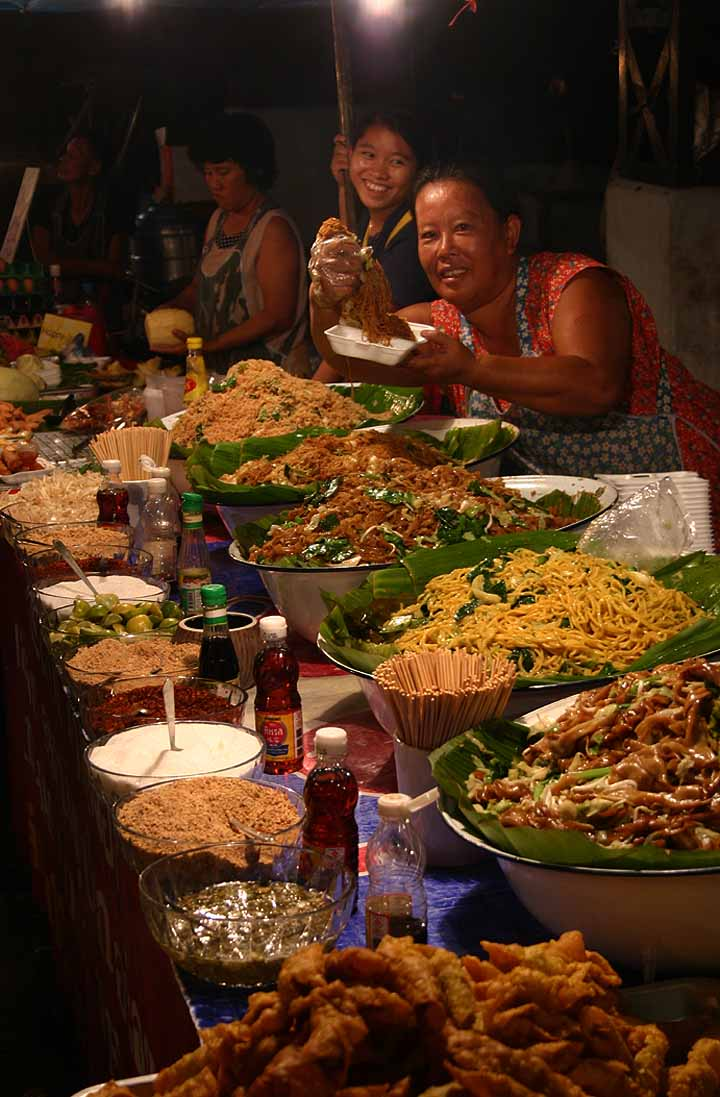
치앙마이 시장의 길거리 음식
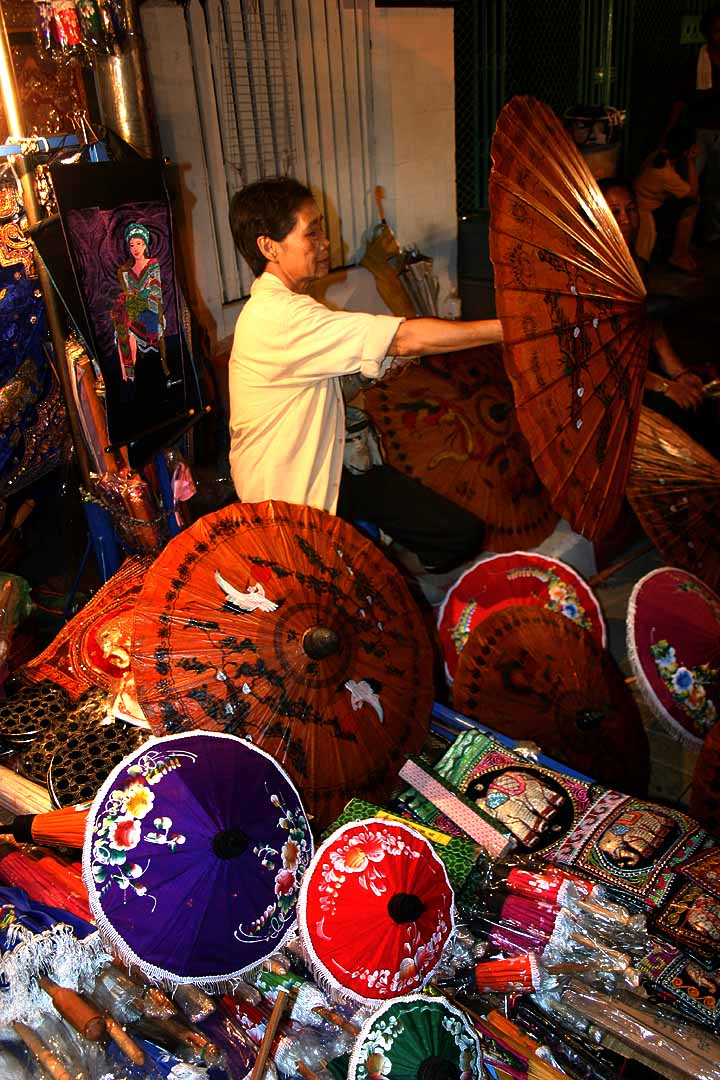
치앙마이 시장의 우산
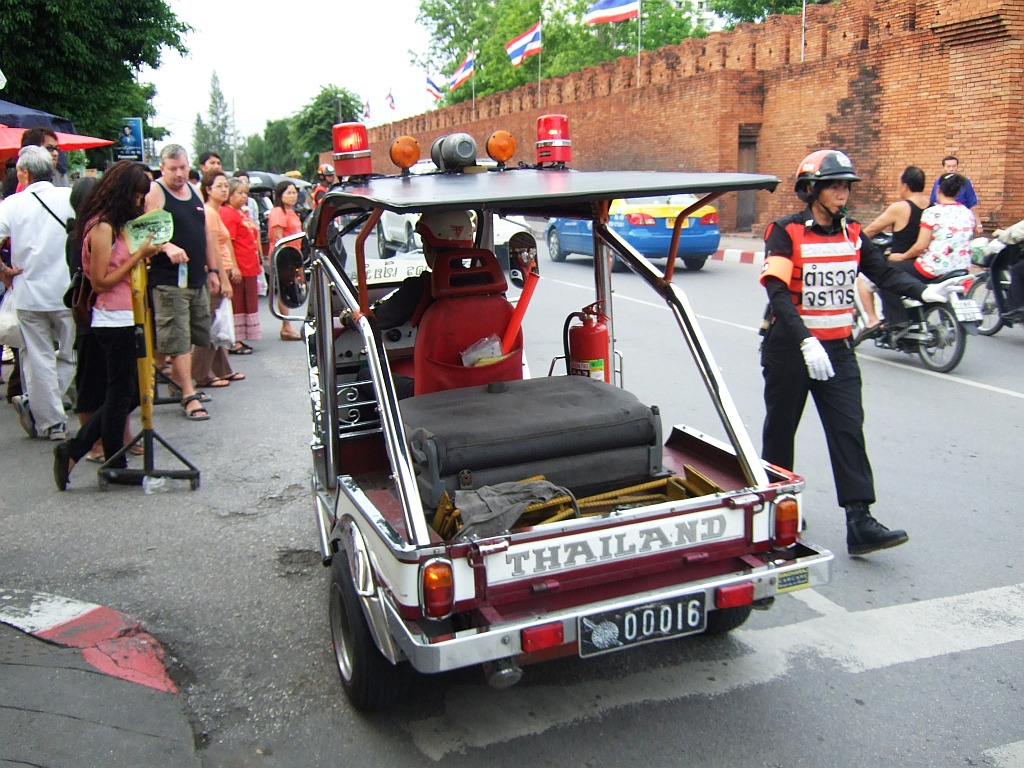
뚝뚝을 탄 경찰
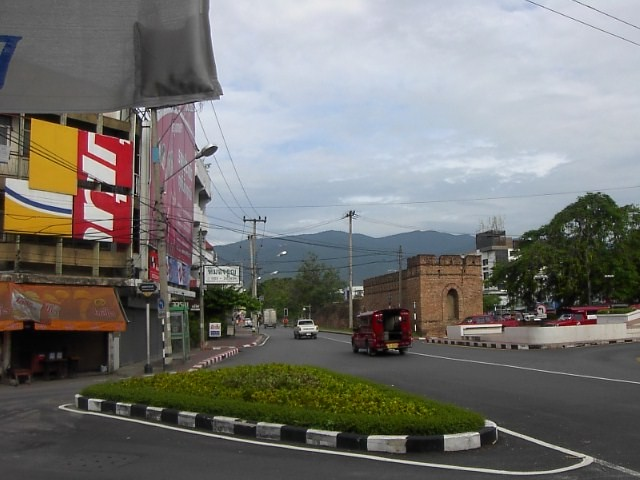
치앙마이의 거리
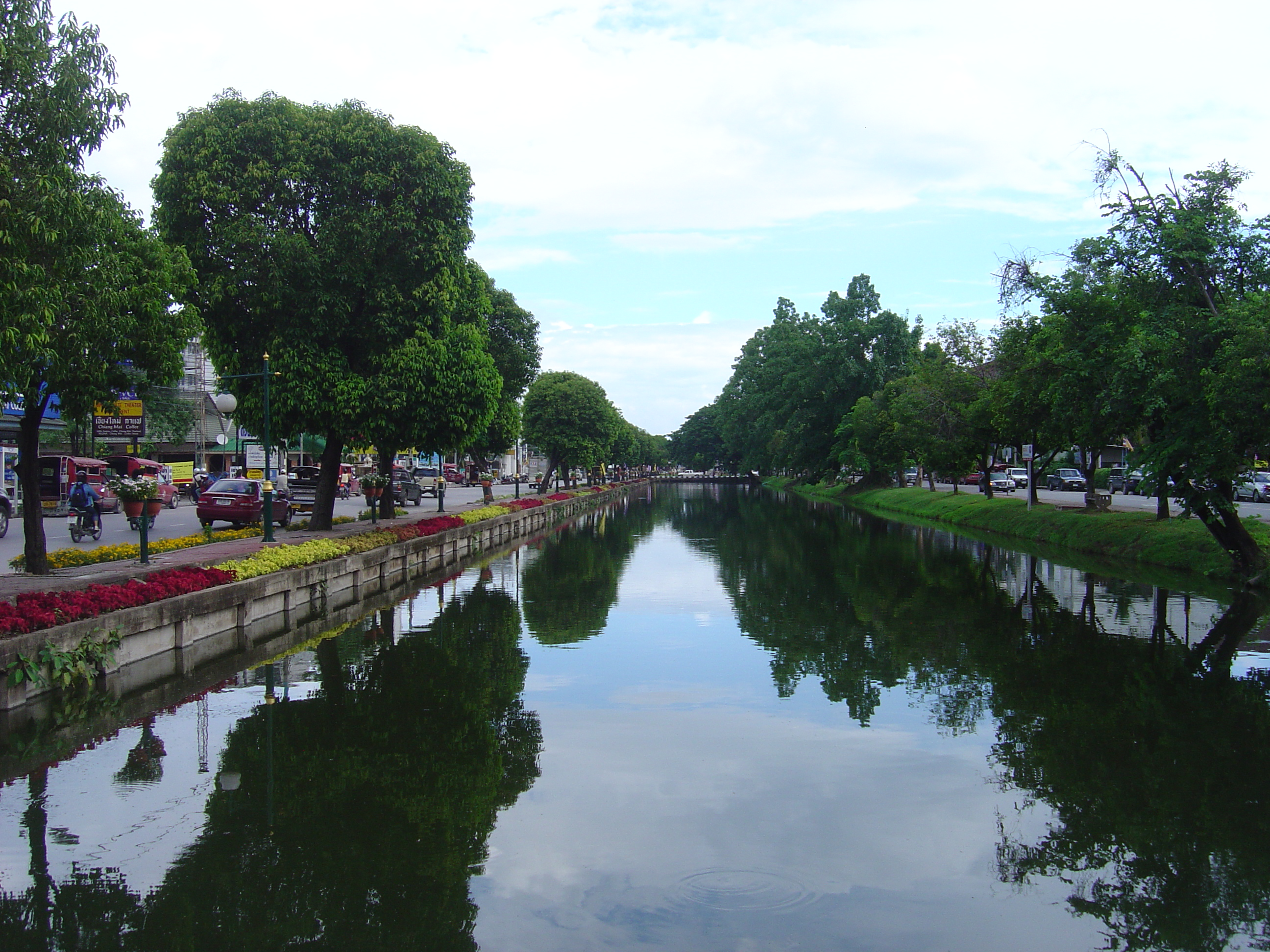
치앙마이의 해자
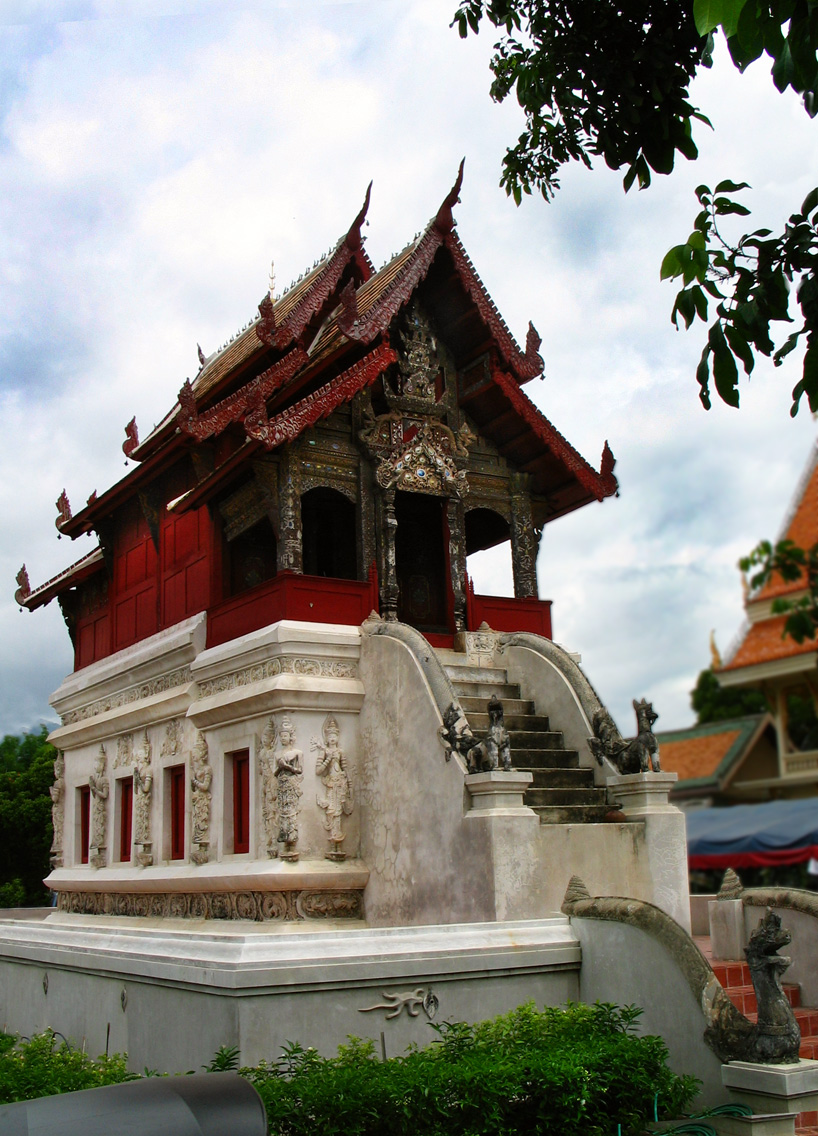
왓프라싱
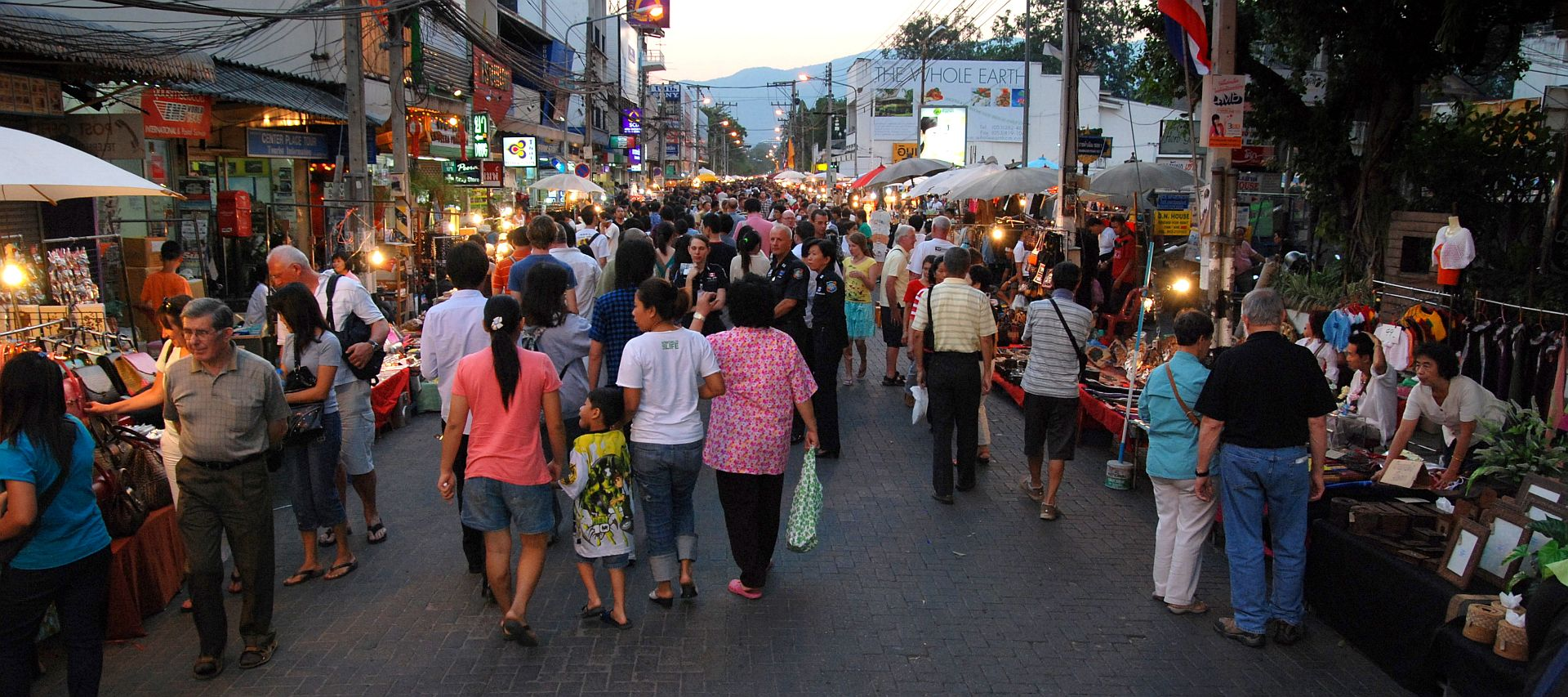
치앙마이 시장
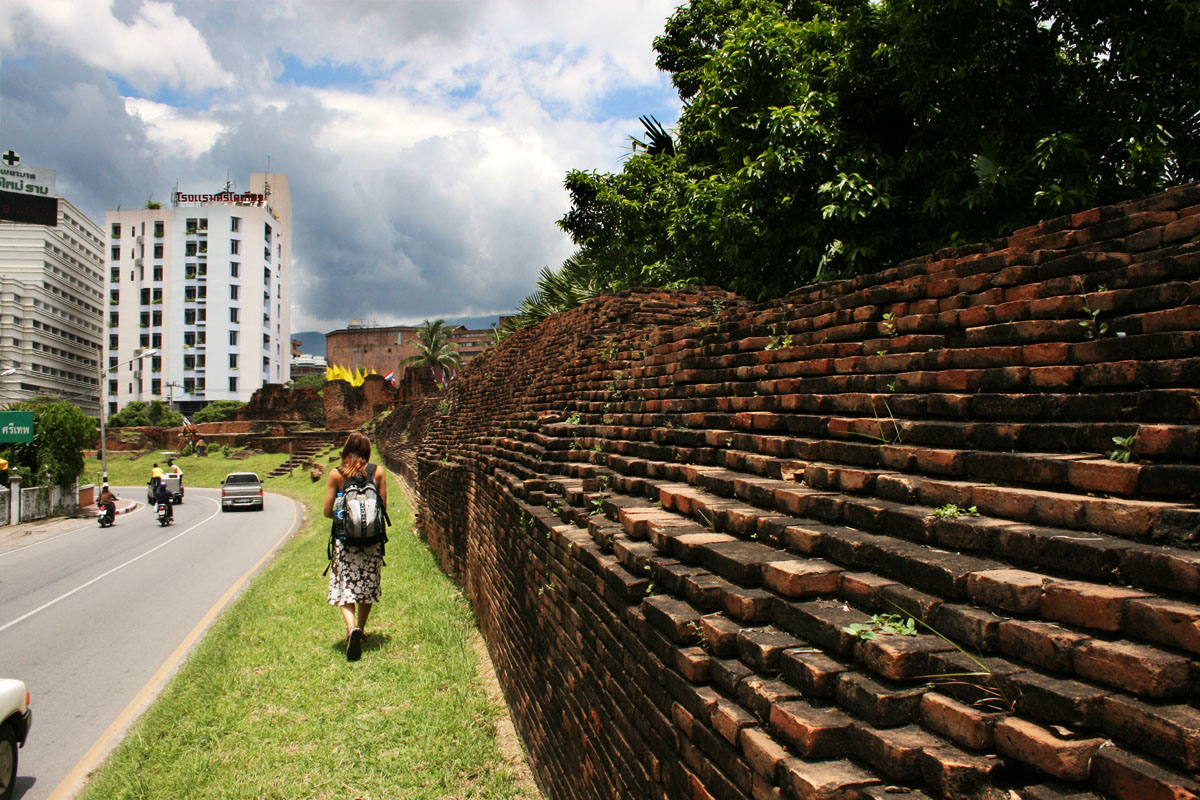
도시의 옛 성벽

## 자매 도시
- 일본 우오즈시 (1989년 8월 8일)
- 일본 사이타마현 (1992년 11월 9일)
- 중국 윈난성 쿤밍 시 (1999년 6월 7일)
- 중국 하얼빈시 (2008년 4월 29일)

## 같이 보기
- 치앙마이 이니셔티브